# Parc Industrial i del Ferrocarril de Fond-de-Gras

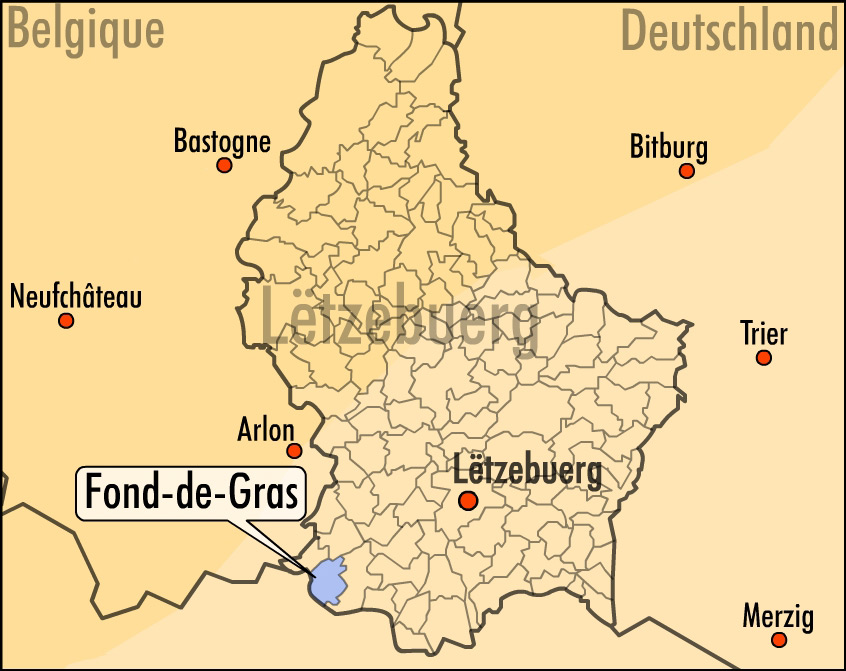
Parc Industrial i del Ferrocarril de Fond-de-Gras

El Parc Industrial i del Ferrocarril de Fond-de-Gras és un museu al sud-oest de Luxemburg, a prop de les ciutats de Pétange i Rodange. Està vinculat a Pétange per una línia de 6 km de patrimoni ferroviari operat per l'Association des musées et Tourisme Ferroviaire (AMTF) des de l'any 1973.

## Antecedents
El mineral de ferro està present en el subsol de les regions del sud de Luxemburg i forma part del més gran jaciment europeu, l'àrea del qual va assolir quasi 110.000 hectàrees, corresponent aproximadament unes 3.700 hectàrees a Luxemburg i la resta a la zona de França. Va ser durant l'últim quart del segle xix que l'Estat de Luxemburg va atorgar concessions per a l'explotació del ferro, aquestes empreses van cavar galeries mineres, explotant mines a cel obert, van construir magatzems, tallers i oficines. Fond-de-Gras ha estat un dels centres miners luxemburguesos més importants fins als anys 1960.

## Descripció
És un museu a l'aire lliure dedicat a la història de l'explotació del mineral de ferro a Luxemburg que es va traduir en el desenvolupament del ferrocarril. Accessible pel Tren 1900 i les seves locomotores històriques -les sortides s'efectuen des de la plataforma del Tren 1900, darrere l'estació de Pétange- o en cotxe des de Niederkorn. Edificis històrics, tècniques i panels instructius donen informació sobre les activitats industrials que van tenir lloc aquí des del final del segle xix.

### Llocs per visitar
Parc Industrial de Fond-de Gras

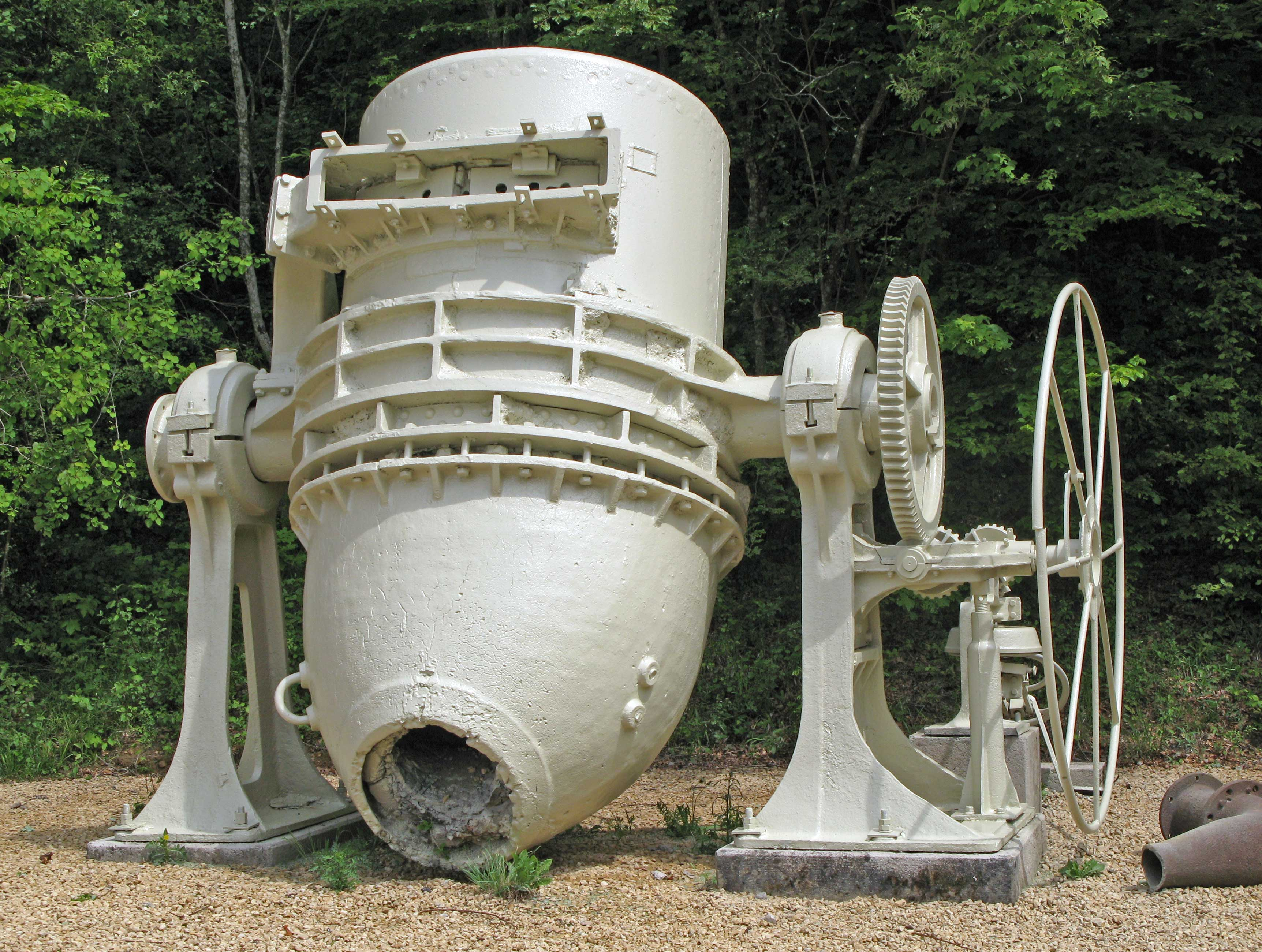
Convertidor Bessemer

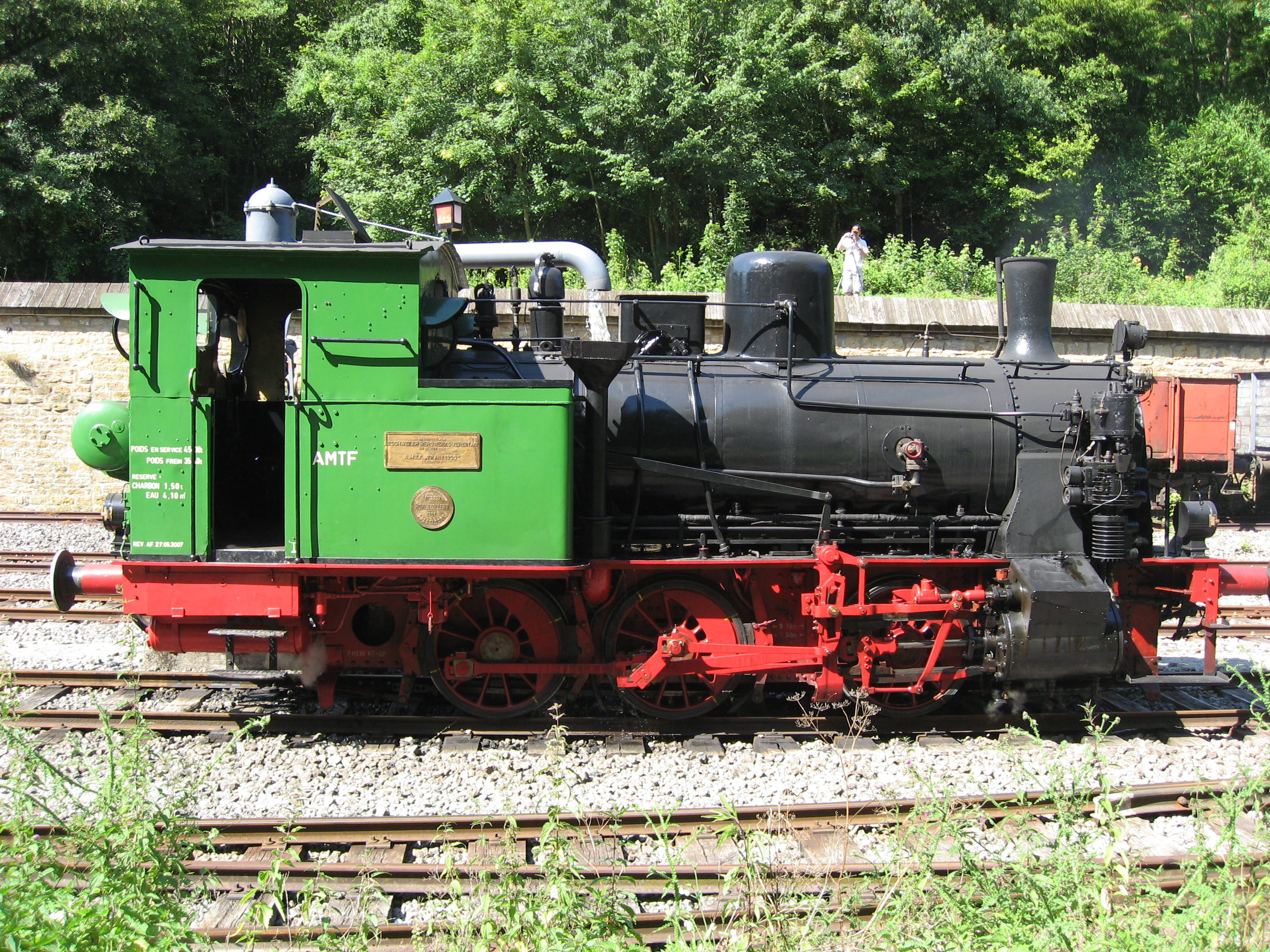
Locomotora Anna nº 9 de la col·lecció Tren 1900.

El lloc de Fond-de-Gras és una petita vall, els flancs de la qual es van traspassar amb moltes galeries mineres. Una línia fèrria que unia la vall amb la ciutat de Pétange, era on es transportava el mineral per enviar-lo a les plantes d'acer de Luxemburg, Bèlgica i Alemanya. Entre les principals infraestructures històriques presents es troben: habitatges dels miners, la botiga de queviures de Victor Binck, el centre d'energia d'Anciens Etablissements Paul Wurth SA construïda el 1913, una cadena de laminació, un convertidor Bessemer, diverses entrades antigues de les mines o una vasta xarxa amb una estació i coberts ferroviaris.
Tren 1900
La col·lecció de l'associació del Tren 1900 és rica en diverses locomotores de vapor i dièsel i un autorail. Asseguts als vells vagons, els passatgers poden gaudir d'un viatge en el temps a ritme de xiulets i cops de vapor. El tren fa el seu recorregut entre Pétange i Fond-de-Gras per l'antiga línia industrial -de calibre estàndard 1.435 mm- oberta des de 1874 per la Compagnie de Chemins de Fer et Minières Prince Henri.
Tren Minièresbunn
L'associació «Minièresbunn» també té una impressionant col·lecció de locomotores -vapor, dièsel, elèctrica- utilitzades en l'època de l'explotació minera per sortir amb les vagonetes de la mina carregades de mineral de ferro -via estreta 700 mm-. Aquest tren uneix Fond-de-Gras amb la població de Lasauvage. Després d'un viatge per Fond-de-Gras i per una zona poblada d'arbres, el tren entra a l'interior d'una antiga mina.
Giele Botter
L'ex mina a cel obert, Giele Botter és ara una reserva natural on la vegetació i la fauna es desenvolupen novament. El recorregut abasta l'aspecte industrial del lloc i la seva conversió en àrea natural protegida.
Excavacions de Titelberg
Aflorament rocós de 50 hectàrees, el Titelberg és un jaciment arqueològic de primera importància, els arqueòlegs han desenterrat restes d'ocupacions humanes datades del 400 aC. El seu subsol conté mineral de ferro que ja s'utilitzava a l'edat de ferro.